# Csíkszereda magyar irodalmi élete

Petőfi Sándor szobra (Csíkszereda, 1973)

Csíkszereda magyar irodalmi élete, művelődési és kulturális arculata (1670-1980)

## Irodalmi élet 1670-től 1945-ig
A város 1879-től Csík vármegye s ma Hargita megye székhelye. Irodalmi-művészeti hagyományai a közvetlenül szomszédos és már közigazgatásilag bekebelezett Csíksomlyóhoz kapcsolódnak, ahol már a 17. század közepén középfokú iskola, az 1670-es évektől pedig könyvnyomda is működött, melynek alapítója, Kájoni János, a ferences barátok évkönyvírója, itt nyomatta ki „Cassai András által, 1676-ban Cantionale Catholicum” c. alatt 535 magyar és 205 latin éneket tartalmazó egyházi énekgyűjteményét (újranyomták 1719-ben, 1805-ben, új kiadása Budapest, 1979).
Somlyó az erdélyi iskolai színjátszásnak is gócpontja volt. 1721-ből maradt fenn a legrégibb csíksomlyói iskoladráma-töredék. (A következő szövegrész a cenzúrabeavatkozás előtti állapotában:)  1721-ből maradt fenn a legrégibb csíksomlyói iskoladráma-töredék: az 1784-ig évről évre bemutatott vallásos tárgyú darabok többnyire a búcsúra összegyűlt nép előtt kerültek színpadra, de a diákok vidékre is kijártak velük. A magyar történeti tárgyú Zápolya János és Bebek Imre c. játékot 1780-ban mutatta be „a’ Csiki Gymnassyumban Tanuló Nemess Iffiúság”. Az 1848–49-es forradalom és szabadságharc idején Csíksomlyón nyomták a Hadi Lap 9 számát (melléklete a Csíki Gyutacs).
A város művelődési életének felívelő szakasza csak a 19. század utolsó évtizedeiben kezdődött. 1881-ben indult meg az első helyi lap, a Székelyföld, 1882-ben létesült az első világi nyomda, 1889-ben indult el és több mint félszázadon át jelent meg a Csíki Lapok. A különféle társadalmi, művelődési és sportegyesületek, szervezetek (Csíkszeredai Műkedvelő Társulat, Csíkszeredai Dal- és Zeneegylet, Csíkszeredai Korcsolyaegylet, Csík Vármegye Ipartestülete) mellett néhány földműves olvasókör ébresztett irodalmi és művelődési érdeklődést. A várost évente felkeresték a vándor színtársulatok, vándorművészek, nemegyszer ismert írók. Derekas részt vállalt a művelődési életből a katolikus főgimnázium tanítóképző tanári kara és ifjúsága.
Az első világháború után, az 1920-as évek végén létesült Magyar Ház, majd a Csíki Székely Múzeum és Kultúregylet népszerűsítő előadásokkal, néprajzi gyűjtéssel és kiállítások rendezésével tartotta ébren a közművelődést. (A cenzúra által megcsonkított mondat befejező része:)...mely a két világháború között jórészt az egyházi szervezetek és vallásos egyesületek kereteibe szorult. Közlési lehetőséget a Péter- és Vákár-féle nyomdavállalatok nyújtottak.
Ezen időszak kiemelkedő írói, közírói és tudományművelői közül T. Nagy Imre a sajtó és közművelődés szervezője, Imets Fülöp Jákó elsőnek indította el a tudományos ismeretterjesztést, Antal Áron, Albert Vilmos, Zsögön Zoltán, id. Venczel József, Boga Lajos a természet- és társadalomtudományok területén a legkülönfélébb szellemi tevékenységek szervezésében töltöttek be szerepet. Benedek Fidél, Boros Fortunát Domokos és Sántha Lajos helytörténeti kutatásai, Domokos Pál Péter, Gál Sándor, Gáll Ferenc, Kovács Károly, a zsögödi Nagy Imre festőművész, Vámszer Géza néprajzi munkássága, Kovács Jenő, Részegh Viktor szerkesztői tevékenysége, Nagy András, ifj. Venczel József szociológiai és egészségügyi helyzetfelmérései, Bányai László haladó szellemű úttörései jelezték Csíkszereda felzárkózásának egy-egy mozzanatát; innen indult György Lajos irodalomtörténész, Nagy István zenepedagógus, karmester, Pálfy Ferenc mezőgazdasági író, Pataki József történész pályája. A város a két világháború között az illegális kommunista mozgalom egyik góca.

## Irodalmi élet a második világháború után
A második világháború után fellendült a műkedvelő mozgalom, színjátszók, dalosok, népi táncosok, zenészek, szavalók, bábosok kezdték a falujárást. Egyes csoportok országos versenyek babérját is többször megszerezték, Csíkszereda a felcsíki és alcsíki részek népművelésének jelentős tényezőjévé vált. Sorra létesült a Petőfi Sándor Művelődési Ház, a Városi Könyvtár, megindult és 1952-ig hetilapként itt jelent meg a Vörös Zászló. Új lendületet hozott a város művelődési életébe az is, hogy 1968-ban az újonnan alakult Hargita megye székhelye lett. János Pál igazgatása alatt a Mikó-várban ettől kezdve rendezkedett be a megyei múzeum, megkezdték működésüket a tudományterjesztés új megyei szervei. Ide látogattak a színházak, az irodalmi szerkesztőségek, vándorkiállítások érkeztek, s végül megszületett Csíkszereda népi együttese a székely népi kultúra ápolására.
1968 februárjában román és magyar napilap indult: az Informația Harghitei és a Hargita, s népszerűvé válásukkal megnyíltak a művelődés korszerű távlatai; a két újság irodalmi atmoszférát teremtett. A fiatal írók közül itt élt Balázs F. Attila, Ferencz S. István, Kozma Szilárd, Oláh István, Váli József. 1970-ben modern nyomda lépett működésbe, s nagyobbrészt itt jelentek meg a megye közigazgatási, művelődési, mezőgazdasági és egészségügyi szerveinek kiadványai. Míg a két világháború között összesen 37 önálló kötet hagyta el a csíkszeredai nyomdákat – ebből 20 kötet Vákár Lajos, 12 Szvoboda Miklós nyomdájában jelent meg –, addig az 1968 és 1977 között eltelt tízéves időszak termése 29 kötet: szerzőik – G. Biró Katalin, Horváth Botond, István Lajos, János Pál, Kardalus János, Kovács Dénes, Molnár István, Salló István – felelevenítették a néprajzi és népművészeti hagyományokat; megjelent Nagy István és Nagy Imre képeinek albuma, néhány eredeti mezőgazdasági és gépészeti, sőt közlekedésügyi szakkönyv, s rendszeresen a népszerű Hargita Kalendárium.
Csíkszeredát és a ma hozzá tartozó Csíksomlyót szülöttje, Fodor Sándor emelte az irodalomba (itt játszódik le a Tíz üveg borvíz, 1979), az ugyancsak ide tartozó Csíkzsögöd Bretter György filozófiai esszéjében tükröződött (Temetés Zsögödön, az Itt és mást c. kötetben, 1979), a táj Nagy István és Nagy Imre művészetében kelt életre. Számos fiatal képzőművész telepedett itt le, köztük Márton Árpád, Gaál András, Sövér Elek, Márkos András, Beczássy Antal.
1973. július 25-én, Nagy Imre festőművész 80. születésnapján nyitották meg Csíkszeredában a Zsögödi Galériát. A sajátos szerkezetű kiállítási épületet a második világháború után itt letelepedett Mihai Filitis görög építész tervezte, az azóta elhunyt Nagy Imre képeit őrzik benne. 1973. december 29-én került sor Doru Popovici Bălcescu- és Szobotka András Petőfi-szobrának leleplezésére a Mikó-vár előtt.
A Művelődési Házban 1975-től működött a Tamási Áron Irodalmi Kör s román testvérszervezete, a Luceafărul. 1976-ban könyvkiállítással egybekötött emlékünnepség zajlott le a Kájoni-nyomda felállításának 300. évfordulója alkalmából, az ekkor kiadott kisméretű emlékkönyv bibliofil kiadvány. A székely helytörténet növekvő szerepét jelzi az 1976-ban Csíkszeredában rendezett tudományos ülésszak, melynek anyaga A székelyek harca a feudális kizsákmányolás ellen a XVI. század második felében és részvételük a törökellenes harcban c. alatt (Csíkszereda 1977) könyv alakban is megjelent.